# Let Me Be There
Let Me Be There es el tercer álbum de estudio de la cantante británicoaustraliana Olivia Newton-John. Fue publicado en diciembre de 1973 a través de MCA Records.

## Lanzamiento
Fue lanzado originalmente en noviembre de 1973 como Music Makes My Day en el Reino Unido, por Pye International Records, y poco después en Australia como Let Me Be There, que se convirtió en su nombre más reconocible. En Estados Unidos y Canadá, Let Me Be There se lanzó con una lista de canciones alternativa, combinando canciones del lanzamiento original con otras pistas de los álbumes anteriores de Newton-John, If Not for You (1971) y Olivia (1972).

## Recepción de la crítica
Un escritor no especificado de la revista Cash Box declaró: “El nuevo LP de Olivia en MCA es tan hermoso como ella, brillando con el tipo de intensidad ferviente que rara vez se escucha en una intérprete joven. Definitivamente con sabor country, el álbum es una elegante combinación de baladas y swingers dinámicos. La canción que da nombre al álbum es una pieza cálida y convincente y Olivia realmente ofrece versiones de «Take Me Home, Country Roads» de John Denver y «Me and Bobby McGee» de Kris Kristofferson. Hay un corte maravillosamente tímido pero sexy de «Just a Little Too Much» de Johnny Burnette y una versión sobresaliente de «If Not For You» de Dylan. Olivia lo tiene todo”. Un escritor no especificado de la revista Record World indicó que el “álbum de la encantadora dama está lleno de maravillosas versiones de otras grandes canciones del mismo género”. Un escritor no especificado de la revista Billboard describió Let Me Be There como una “mezcla de cortes de LP's anteriores de esta polifacética cantante australiana que ofrece un agradable set de country, rock y baladas”.

## Lista de canciones
| Lado uno |                      |                                |          |  |
| N.º      | Título               | Escritor(es)                   | Duración |  |
| 1.       | «Let Me Be There»    | John Rostill                   | 3:00     |  |
| 2.       | «Me and Bobby McGee» | Kris Kristofferson Fred Foster | 3:46     |  |
| 3.       | «Banks of the Ohio»  | tradicional                    | 3:15     |  |
| 4.       | «Love Song»          | Lesley Duncan                  | 3:44     |  |
| 5.       | «If Not for You»     | Bob Dylan                      | 2:50     |  |

| Lado dos |                                     |                                      |          |  |
| N.º      | Título                              | Escritor(es)                         | Duración |  |
| 1.       | «Take Me Home, Country Roads»       | Bill Danoff Taffy Nivert John Denver | 3:16     |  |
| 2.       | «Angel of the Morning»              | Chip Taylor                          | 3:52     |  |
| 3.       | «If You Could Read My Mind»         | Gordon Lightfoot                     | 3:41     |  |
| 4.       | «Help Me Make It Through the Night» | Kristofferson                        | 2:19     |  |
| 5.       | «Just a Little Too Much»            | Johnny Burnette                      | 2:05     |  |

## Posicionamiento

### Gráfica semanal
| Gráfica (1974)                               | Pico de posición |
| -------------------------------------------- | ---------------- |
| Canadá (RPM Top Albums)                      | 39               |
| Japón (Oricon Albums Chart)                  | 25               |
| Estados Unidos (Billboard Top LPs & Tape)    | 54               |
| Estados Unidos (Billboard Hot Country LPs)   | 1                |
| Estados Unidos (Cash Box Top 100 Albums)     | 36               |
| Estados Unidos (Cash Box Top Country Albums) | 3                |
| Reino Unido (UK Albums Chart)                | 37               |

### Gráfica de fin de año
| Gráfica (1974)                               | Pico de posición |
| -------------------------------------------- | ---------------- |
| Estados Unidos (Billboard Hot Country LPs)   | 2                |
| Estados Unidos (Cash Box Top Country Albums) | 4                |

## Certificaciones y ventas
| País                  | Certificación | Ventas  |
| --------------------- | ------------- | ------- |
| Canadá (Music Canada) | Platino       | 100 000 |
| Estados Unidos (RIAA) | Oro           | 500 000 |
| Japón (RIAJ)          | —             | 89,130  |